# 五棵树镇 (榆树市)
五棵树镇，是中华人民共和国吉林省长春市榆树市下辖的一个乡镇级行政单位。

## 行政区划
五棵树镇下辖以下地区：
昌盛社区、繁荣社区（五棵树现代农业产业开发区）、合发村、互助村、临江村、安乐村、长新村、爱国村、龚家村、正义村、盟温站村、致富村、沈家村、富国村、永吉村、铁北村、广隆村、勤俭村和进步村。